# Karl II. (Braunschweig)

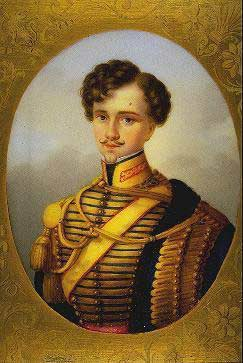
Herzog Karl II. von Braunschweig

Karl Friedrich August Wilhelm, als Regent Karl II. (* 30. Oktober 1804 in Braunschweig; † 18. August 1873 in Genf), Herzog zu Braunschweig und Lüneburg, war von 1815 bis 1830 erster Herzog von Braunschweig und, als Karl IV., Herzog von Oels.

## Regierungsübernahme
Karl war der älteste Sohn von Friedrich Wilhelm, Herzog zu Braunschweig-Lüneburg, dem „Schwarzen Herzog“, und Maria von Baden (1782–1808), Tochter von Karl Ludwig von Baden (1755–1801).
Nach dem Tode seines Vaters bei der Schlacht bei Quatre-Bras trat er als Zehnjähriger dessen Nachfolge an. Wegen seiner Jugend stand er zunächst unter der Vormundschaft und Regentschaft des damaligen englischen Prinzregenten und späteren Königs Georg IV. von Großbritannien und Irland sowie Hannover, der ein Vetter seines Vaters und mit Karls Tante Caroline verheiratet war. Georg setzte den hannoverschen Diplomaten Friedrich Wilhelm Alexander von Linsingen als Erzieher ein.
Am 16. Juni 1815 wurde Karl Herzog von Braunschweig und Fürst von Oels; er übergab die Herrschaft über das Fürstentum Oels aber am 13. Januar 1824 seinem Bruder Wilhelm.
Am 30. Oktober 1823 übernahm Karl II. die Regierungsgeschäfte in Braunschweig.

## Regierung und Sturz

Karl von Braunschweig

Herzog Karl trat 1823 selbst die Regierung an, herrschte aber willkürlich und bedrängte seinen Minister Justus von Schmidt-Phiseldeck derart, dass dieser 1826 ins Königreich Hannover floh und dort als Geheimrat Anstellung fand. Wohl aus Erbitterung über diesen Vorfall und die Behandlung durch seinen ehemaligen Vormund Georg IV. und den Grafen Ernst Friedrich Herbert zu Münster fing er einen heftigen Streit mit Hannover an, der bis vor den Bundestag in Frankfurt gelangte. Erst 1830 wurde dieser Streit durch einen Widerruf Karls beigelegt.

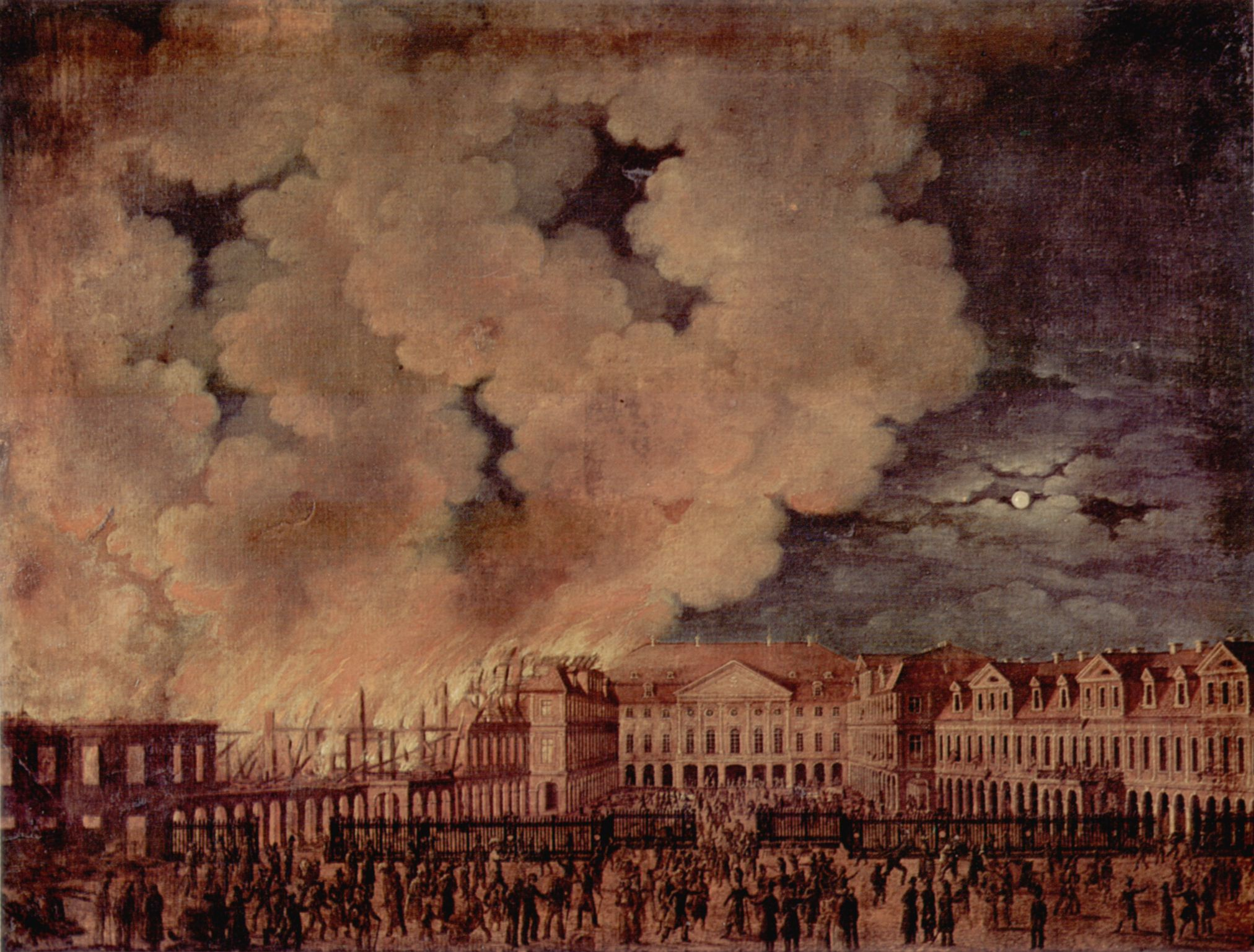
Die um 1830 gemalte Ansicht des Braunschweiger Schlossbrandes ist ein Werk des Braunschweiger Kupferstechers Karl Schröder. Braunschweig, Städtisches Museum

Um keinen Einfluss an den ständischen Braunschweiger Landtag zu verlieren, versuchte Karl II. dessen Einberufung zu umgehen. Da der Landtag jedoch für die Steuerbewilligung zuständig war, verordnete er dem Land einen rigiden Sparkurs. Darunter litten vor allem die staatlich geführten Bergbaubetriebe. Für Bauern, die sich aus der Leibeigenschaft freikaufen wollten, legte Karl II. hohe Ablösungszahlungen fest. Auch die Beamtenschaft und das Militär brachte der Herzog gegen sich auf. Er ließ vakant gewordene Verwaltungsstellen unbesetzt und reduzierte den Sold. Als sich im Jahr 1830 dann auch noch Missernten häuften, ergriff der Herzog keine Maßnahmen zu deren Linderung. Er unternahm stattdessen eine sommerliche Reise nach Paris, wo er Augenzeuge der Julirevolution und des damit verbundenen Sturzes von Karl X. wurde. Der Herzog floh aus der französischen Hauptstadt und kehrte im August 1830 nach Braunschweig zurück. Am 1. September 1830 empfing er im Braunschweiger Schloss eine Delegation des Stadtmagistrats, die ihm eine Petition überreichte und die Einberufung des Landtages empfahl. Karl II. dachte jedoch nicht an Zugeständnisse. Er verstärkte stattdessen die Militärpräsenz, ließ Kanonen an wichtigen Plätzen der Stadt auffahren und plante eine weitere Reise nach England.
Eine Ankündigung der Regierung von Steuererleichterungen konnte die Bevölkerung nicht ruhigstellen. Am Abend des 6. September 1830 versammelten sich Demonstranten vor dem Hoftheater. Als der Herzog die Shakespeare-Aufführung vorzeitig verließ, warfen die Demonstranten Steine auf seine Kutsche. Karl II. zog sich in das Schloss zurück und gab den Befehl, alle Truppen zusammenzuziehen und so alle Zugänge zum Schloss abzuriegeln. Vor dem Haupttor des Schlosses kamen kurze Zeit darauf etwa 500 Menschen zusammen und riefen lautstark nach Brot und Arbeit. Da sich die Menge nicht zurückzog, ließ der Herzog Kavallerie einsetzen und den Bereich räumen. Daraufhin wütete die Menge in der Stadt; zerstörte Straßenlaternen und warf die Scheiben des Hauses ein, wo die Sängerin Elisabeth „Betty“ Dermer, die Mätresse des Herzoges, wohnte. Zur Eindämmung der Unruhe genehmigte Karl II. die Gründung einer Bürgerwehr in Braunschweig (allerdings ohne Schusswaffen). Am 7. September 1830 beratschlagte der Herzog mit seinen Offizieren über den genauen Einsatz der Artillerie. Auch trieb er die Vorbereitung seiner Abreise mit Staatskasse weiter voran. Der Magistrat untersagte derweil öffentliche Menschenansammlungen ab sechs Personen im Stadtgebiet.
Am Abend des 7. September sicherten 1300 Soldaten die Residenz des Herzoges. Dennoch griff eine Menschenmenge das Schlossgitter an und versuchte Tore und Fenster mit Äxten und Beilen aufzuschlagen. In dieser Situation beriet General Herzberg den Herrscher. Er riet Karl II. dringend von einem Schießbefehl ab und ermutigte ihn stattdessen, mit den bereitstehenden Kutschen abzureisen. Seine vorübergehende Abwesenheit würde die Gemüter in der Stadt wieder beruhigen. Daraufhin verließ der als Adjutant verkleidete Karl II. das Schloss unbemerkt durch einen Hintereingang. Militärisch ließ sich die Residenz nicht halten. Die Menschenmenge drang ein, zerstörte die Einrichtung und setzte das Schloss sogar in Brand. Löschversuche schlugen fehl. Die braunschweigischen Landstände riefen nach der Flucht Karls dessen Bruder nach Braunschweig; Wilhelm wurde zwei Tage später provisorischer Generalgouverneur und erst im Folgejahr offizieller Nachfolger als Herzog – auch da Karl nie aus seinem Exil zurückkehrte. Damit hatte zum ersten Mal eine Revolution einen deutschen Herrscher vom Thron verdrängt.
Die Entmachtung Karls wurde im Juli 1832 bestätigt. Seitdem wurde Herzog Wilhelm als stimmführendes Mitglied des Deutschen Bundes betrachtet.

## Leben im Exil

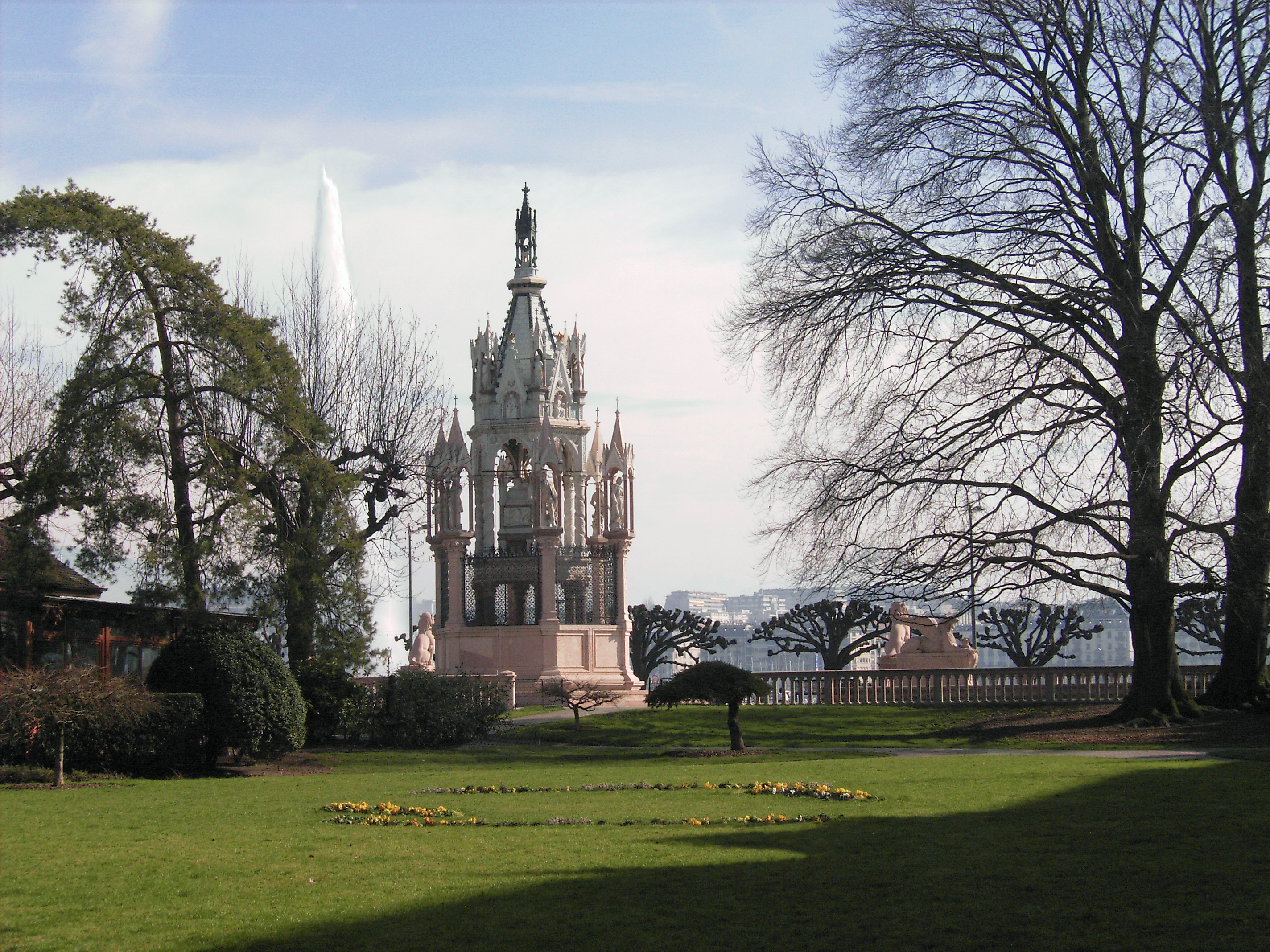
Das Monument Brunswick in Genf wurde von der Stadt als Grabmal für Herzog Karl II. errichtet

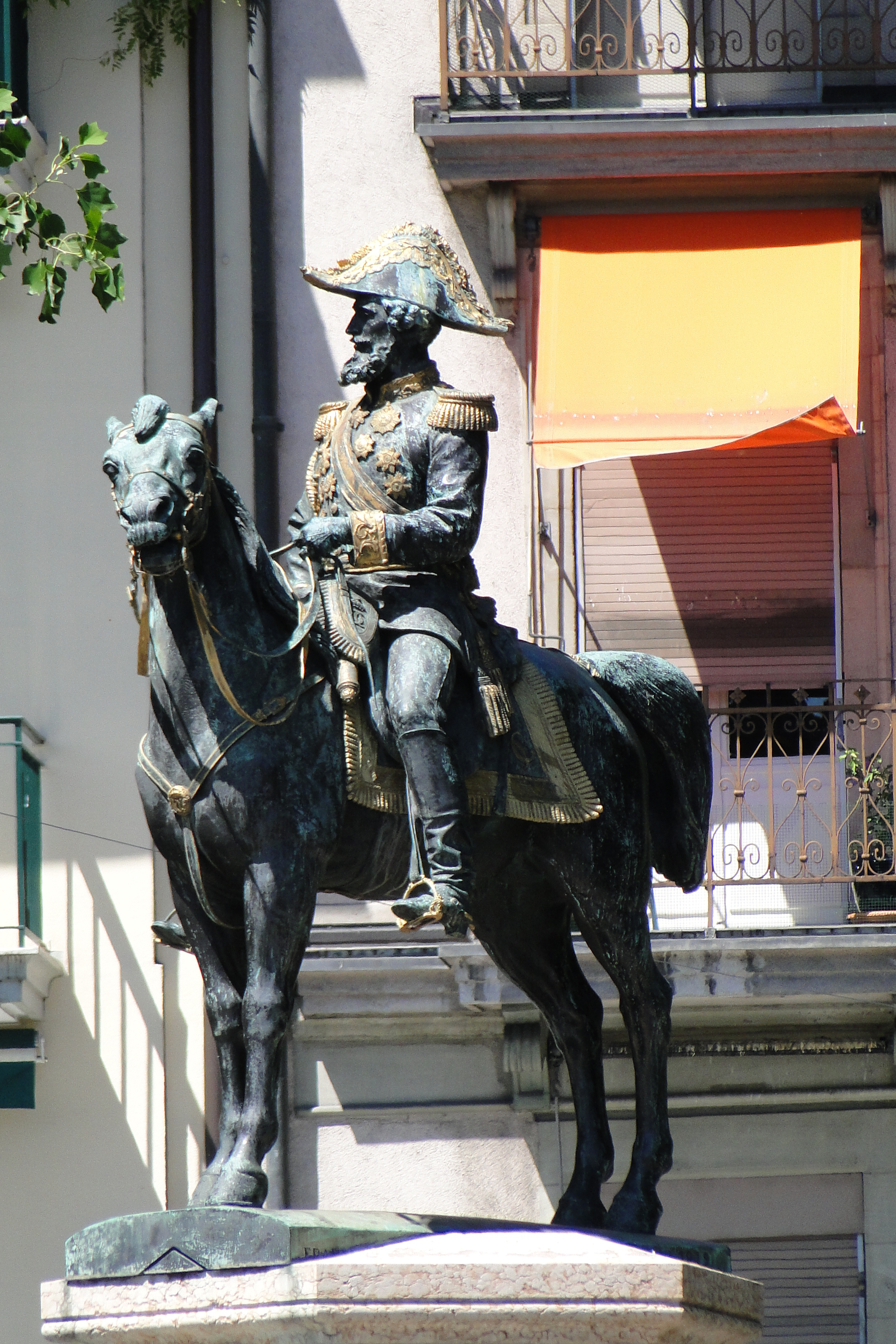
Reiterstandbild Herzog Karls von Auguste Cain in Genf, vormals auf der Spitze des Monument Brunswick

Karl betätigte sich weiterhin politisch, beraten von seinem Kabinettsdirektor Bitter und dem Staatsrat Georg Klindworth. Seine anhaltenden Bemühungen, auf den braunschweigischen Thron zurückzukehren, fanden jedoch in Deutschland und den europäischen Hauptstädten keine wirksame politische Unterstützung. Sein restliches Leben verbrachte Karl, der weiterhin im Rufe des Exzentrikers stand, in Spanien, England, Frankreich und der Schweiz.
Wiewohl Karl unverheiratet blieb, entsprang aus seiner Beziehung mit der englischen Lady Charlotte Colville eine illegitime Tochter namens Elisabeth Wilhelmine (1826–1880). Er ließ sie zunächst auch nach seinem Machtverlust und im Exil gut versorgen, brach jedoch mit ihr, als sie 1847 gegen seinen Willen zum Katholizismus konvertierte.
Karl starb 1873 unverheiratet in Genf. Sein beträchtliches Vermögen von ungefähr 18,5 Millionen Franken, nach damaligem Wert, vererbte er unter Auflagen dieser Stadt. Allein der Wert seiner Diamantensammlung betrug ca. 2,5 Millionen Franken, nach einer Schätzung im Todesjahr des Herzogs. Weiterhin hinterließ er Beteiligungen an deutschen und amerikanischen Eisenbahngesellschaften sowie etwa 5000 Uniformen für die Rückeroberung seines Herzogtums, die seit den 1830er Jahren in 142 Kisten gelagert wurden.
Noch heute erinnert in Genf Karls monumentales Grabmal, das sogenannte Monument Brunswick, an diese Erbschaft, aus der 1875–1879 der Bau des neuen Grand Théâtre finanziert wurde. Seine Tochter erhob erfolglos Anspruch auf einen Teil dieses Erbes.

## Schach
Bekanntheit errang Karl daneben als Amateurspieler im Schachspiel, der auch gegen die stärksten Meister seiner Zeit beachtliche Partien spielte. Im Jahr 1858 verlor er zusammen mit Graf Isoard während einer Pariser Opernaufführung eine berühmte Partie gegen das amerikanische Schachgenie Paul Morphy. Überliefert sind von ihm auch ein Remis gegen Daniel Harrwitz (1857) und eine knappe Niederlage nach vergebener Gewinnstellung gegen Ignaz von Kolisch (1859). Jeder von beiden war laut Berechnungen zur historischen Elo-Zahl, wie auch Morphy, zeitweise der stärkste Spieler der Welt.

## Rezeption
Der dekadentistische Roman Crépuscule des dieux ('Götterdämmerung') von Élémir Bourges (1884) wurde vom Leben Karls II. inspiriert.
Im April 2022 hatte das von Christian Eitner und Peter Schanz geschriebene musikalische Bühnenstück Der Diamantenherzog und das brennende Schloss unter Mitwirkung von Musikern der Jazzkantine im Großen Haus des Braunschweiger Staatstheaters Uraufführung. Thematisiert wird die Zeit Karls als Regent Braunschweigs bis zu seiner Flucht 1830.

## Ahnentafel
| Herzog Karl II. von Braunschweig             | Herzog Karl II. von Braunschweig | Herzog Karl II. von Braunschweig                                                                                | Herzog Karl II. von Braunschweig                                                                                | Herzog Karl II. von Braunschweig                                                                                  | Herzog Karl II. von Braunschweig                                                                                   | Herzog Karl II. von Braunschweig                                                                        | Herzog Karl II. von Braunschweig                                                                        | Herzog Karl II. von Braunschweig                                                                         |
| -------------------------------------------- | --- | --- | --- | --- | --- | --- | --- | --- |
| Ururgroßeltern                               | Herzog Ferdinand Albrecht II. (Braunschweig-Wolfenbüttel) (1680–1735) ⚭ 1712 Antoinette Amalie von Braunschweig-Wolfenbüttel (1696–1762) | König Friedrich Wilhelm I. (Preußen) (1688–1740) ⚭ 1706 Sophie Dorothea von Hannover (1687–1757)                | König Georg II. (Großbritannien) (1683–1760) ⚭ 1705 Caroline von Brandenburg-Ansbach (1683–1737)                | Herzog Friedrich II. (Sachsen-Gotha-Altenburg) (1676–1732) ⚭ 1695 Magdalena Augusta von Anhalt-Zerbst (1679–1740) | Erbprinz Friedrich von Baden-Durlach (1703–1732) ⚭ 1727 Anna Charlotte Amalie von Nassau-Dietz-Oranien (1710–1777) | Landgraf Ludwig VIII. (Hessen-Darmstadt) (1691–1768) ⚭ 1717 Charlotte von Hanau-Lichtenberg (1700–1726) | Landgraf Ludwig VIII. (Hessen-Darmstadt) (1691–1768) ⚭ 1717 Charlotte von Hanau-Lichtenberg (1700–1726) | Herzog Christian III. (Pfalz-Zweibrücken) (1674–1735) ⚭ 1719 Karoline von Nassau-Saarbrücken (1704–1774) |
| Urgroßeltern                                 | Herzog Karl I. (Braunschweig-Wolfenbüttel) (1713–1780) ⚭ 1733 Philippine Charlotte von Preußen (1716–1801)                               | Herzog Karl I. (Braunschweig-Wolfenbüttel) (1713–1780) ⚭ 1733 Philippine Charlotte von Preußen (1716–1801)      | Prinz Friedrich Ludwig von Hannover (1707–1751) ⚭ 1736 Augusta von Sachsen-Gotha-Altenburg (1719–1772)          | Prinz Friedrich Ludwig von Hannover (1707–1751) ⚭ 1736 Augusta von Sachsen-Gotha-Altenburg (1719–1772)            | Markgraf Karl Friedrich (Baden) (1728–1811) ⚭ 1751 Karoline Luise von Hessen-Darmstadt (1723–1783)                 | Markgraf Karl Friedrich (Baden) (1728–1811) ⚭ 1751 Karoline Luise von Hessen-Darmstadt (1723–1783)      | Landgraf Ludwig IX. (Hessen-Darmstadt) (1719–1790) ⚭ 1741 Karoline von Pfalz-Zweibrücken (1721–1774)    | Landgraf Ludwig IX. (Hessen-Darmstadt) (1719–1790) ⚭ 1741 Karoline von Pfalz-Zweibrücken (1721–1774)     |
| Großeltern                                   | Herzog Karl Wilhelm Ferdinand von Braunschweig-Wolfenbüttel (1735–1806) ⚭ 1764 Augusta von Hannover (1737–1813)                          | Herzog Karl Wilhelm Ferdinand von Braunschweig-Wolfenbüttel (1735–1806) ⚭ 1764 Augusta von Hannover (1737–1813) | Herzog Karl Wilhelm Ferdinand von Braunschweig-Wolfenbüttel (1735–1806) ⚭ 1764 Augusta von Hannover (1737–1813) | Herzog Karl Wilhelm Ferdinand von Braunschweig-Wolfenbüttel (1735–1806) ⚭ 1764 Augusta von Hannover (1737–1813)   | Erbprinz Karl Ludwig von Baden (1755–1801) ⚭ 1774 Amalie von Hessen-Darmstadt (1754–1832)                          | Erbprinz Karl Ludwig von Baden (1755–1801) ⚭ 1774 Amalie von Hessen-Darmstadt (1754–1832)               | Erbprinz Karl Ludwig von Baden (1755–1801) ⚭ 1774 Amalie von Hessen-Darmstadt (1754–1832)               | Erbprinz Karl Ludwig von Baden (1755–1801) ⚭ 1774 Amalie von Hessen-Darmstadt (1754–1832)                |
| Eltern                                       | Herzog Friedrich Wilhelm (Braunschweig-Lüneburg-Oels) (1771–1815) ⚭ 1802 Marie von Baden (1782–1808)                                     | Herzog Friedrich Wilhelm (Braunschweig-Lüneburg-Oels) (1771–1815) ⚭ 1802 Marie von Baden (1782–1808)            | Herzog Friedrich Wilhelm (Braunschweig-Lüneburg-Oels) (1771–1815) ⚭ 1802 Marie von Baden (1782–1808)            | Herzog Friedrich Wilhelm (Braunschweig-Lüneburg-Oels) (1771–1815) ⚭ 1802 Marie von Baden (1782–1808)              | Herzog Friedrich Wilhelm (Braunschweig-Lüneburg-Oels) (1771–1815) ⚭ 1802 Marie von Baden (1782–1808)               | Herzog Friedrich Wilhelm (Braunschweig-Lüneburg-Oels) (1771–1815) ⚭ 1802 Marie von Baden (1782–1808)    | Herzog Friedrich Wilhelm (Braunschweig-Lüneburg-Oels) (1771–1815) ⚭ 1802 Marie von Baden (1782–1808)    | Herzog Friedrich Wilhelm (Braunschweig-Lüneburg-Oels) (1771–1815) ⚭ 1802 Marie von Baden (1782–1808)     |
| Herzog Karl II. von Braunschweig (1804–1873) | | | | | | | | |

## Belletristik
- Karl Braun: Der Diamanten-Herzog. Ein deutscher Prinzenspiegel. A. Hofmann & Co., Berlin 1881.
- Wilhelm Scholz: Unter dem Fanal. Historische Erzählung aus der Zeit des Diamantenherzogs Karl II. von Braunschweig. Scholz, Braunschweig 1910.
- Georg Schwarz: Der Diamanten-Herzog. Geschichte eines Prätendenten. Frundsberg-Verlag, Berlin 1935.